# Anneau élastique
Pour les articles homonymes, voir anneau.

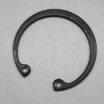
Anneau intérieur

Un anneau élastique est un composant d'assemblage mécanique généralement monté dans une gorge réalisée sur des portées cylindriques extérieures (arbres, axes…) ou dans des alésages. Il permet de réaliser des arrêts axiaux, des rattrapages de jeu destinés à réduire le bruit de fonctionnement des mécanismes, etc. Les applications sont très nombreuses en mécanique générale et dans de très nombreux secteurs industriels : automobile, électroménager, machines de bureau, etc.
Le montage se fait à l'aide d'une pince à circlips.
Les anneaux extérieurs enfilés dans la direction de l'axe se reconnaissent généralement, mais pas toujours, à leur ouverture étroite. Ceux qui sont mis en place radialement ont au contraire une ouverture très grande. 
Les anneaux intérieurs sont toujours montés axialement, ils ont pratiquement tous une ouverture importante qui correspond à la nécessité de diminuer leur diamètre lors du montage.

## Généralités
La résistance de la liaison par anneau élastique dépend du type d'anneau utilisé mais aussi du type de montage et du matériau dans lequel on a réalisé la gorge. Souvent, cette dernière est bien moins résistante que l'anneau lui-même et c'est elle qui cède, entraînant l'éjection de l'anneau et la destruction de la liaison. Les gorges affaiblissent toujours considérablement les arbres, d'une part, en raison de la diminution de sa section, d'autre part, à cause de l'effet d'entaille.
Dans le cas des grandes vitesses de rotation, l'équilibrage devient difficilement contrôlable, il faut en outre se méfier des anneaux extérieurs qui ont tendance à s'ouvrir et à sortir de leur gorge. 
Pour distinguer, sur un dessin, un anneau ouvert d'un anneau fermé, on convient de toujours couper l'anneau par un plan passant par l'ouverture.
Toutes les images peuvent être agrandies d'un simple clic de souris

## Anneaux à section constante
| Données techniques | Anneau extérieur   | Anneau intérieur   | Exemples de montage |
| Jonc d'arrêt La profondeur de la gorge doit être au moins égale au rayon du fil, sinon le jonc peut être éjecté sous l'effet de la charge axiale. |                    | Jonc d'arrêt       | 1                   |
| Anneau élastique plat simple | Anneau plat simple |                    |                     |
| Anneau élastique plat simple Les extrémités ont été taillées obliquement pour faciliter le démontage                                              | Anneau plat simple | Anneau plat simple |                     |
| Anneau d'arrêt | Anneau d'arrêt     |                    |                     |

## Anneaux courants à section non constante
| Données techniques | Anneau extérieur   | Anneau intérieur   | Exemples de montage     |
| Circlip « ordinaire » Exemple 1 : arrêt axial simple d'un roulement sur la bague extérieure Exemple 2 : arrêt axial double d'un roulement, noter les deux rondelles coniques qui constituent un ressort permettant de rattraper le jeu interne du roulement et de diminuer le bruit | Circlips extérieur | Circlips intérieur | 1 2                     |
| Anneau « croissant » Ce type d'anneau est réservé à des fixations légères. | Anneau croissant   |                    |                         |
| Anneau type 862 Il peut se monter aussi bien axialement que radialement, un tournevis suffit pour le démontage. | Anneau 862         |                    |                         |
| Anneau type « E » 863 Cet anneau peut être monté directement sur un axe lisse où il tient par adhérence mais le plus souvent on le monte dans une gorge. Le montage peut se faire axialement ou radialement, un tournevis suffit pour le démontage.                                 | Anneau E           |                    | Anneau E dans une gorge |

## Anneaux spéciaux
| Données techniques | Anneau extérieur                                        | Anneau intérieur                        | Exemples de montage                 |
| Circlips à hauteur d'épaulement constante À diamètre d'arbre égal, l'encombrement diamétral est moindre que celui des circlips ordinaires. Le démontage est plus difficile car les trous sont partiellement situés dans la gorge.                                                                                           | anneau à hauteur d'épaulement constante                 | anneau à hauteur d'épaulement constante |                                     |
| Circlips bombés Ils sont utilisés pour rattraper les jeux axiaux. Naturellement on ne peut pas se contenter de les laisser se resserrer autour de l'arbre ou s'expanser dans l'alésage, il faut aussi les pousser axialement pour qu'ils puissent pénétrer dans leur gorge et fournir l'effort axial que l'on attend d'eux. | Circlips bombé extérieur                                | Circlips bombé extérieur                |                                     |
| Anneau spécial à montage radial Cet anneau est maintenu en place par deux vis. | Anneau spécial 1                                        |                                         | Anneau spécial 1a                   |
| Rondelle de retenue dentée Elle peut être utilisée avec ou sans gorge, dans ce dernier cas c'est le phénomène d'arc-boutement qui évite à la rondelle de revenir en arrière. Si le métal de l'arbre est relativement tendre, les dents s'y incrustent d'ailleurs facilement.                                                | Rondelle de retenue dentée · Rondelle de retenue dentée | Rondelle de retenue dentée intérieure   | Rondelle de retenue dentée, montage |

## Particularités de montage
| Données techniques | Exemples de montage           |
| Serrage d'une pièce contre un anneau élastique On ne devrait jamais pousser une pièce contre un anneau élastique. Ici, le chapeau maintient la bague du roulement par l'intermédiaire d'une cale d'épaisseur, il n'y a ni serrage axial ni présence d'un jeu trop grand. | serrage contre un cirlips     |
| Bagues de roulement munies de gorges pour anneaux élastiques Cette exécution spéciale n'est pas disponible sur tous les types de roulement, elle permet souvent de gagner de la place ou de simplifier l'usinage des logements.                                          | Roulement avec jonc élastique |

## Matériaux
Les circlips sont généralement conçus en acier au carbone, acier inoxydable ou en cuivre béryllium et peuvent présenter une variété de revêtements pour la protection anticorrosion selon le type d'environnement dans lequel ils sont utilisés.

## Avantages
Les circlips éliminent le filetage, le taraudage, le perçage et les autres opérations d'usinage associées aux éléments de fixation plus traditionnels, tels que les vis, les écrous, les boulons, les goupilles, les rondelles, etc.
Ce procédé est donc à la fois plus économique et plus écologique. Il réduit la quantité de déchets et permet de gagner du temps.